# Arthrodygmus fieberi
Arthrodygmus fieberi is een keversoort uit de familie zwartlijven (Tenebrionidae). De wetenschappelijke naam van de soort is voor het eerst geldig gepubliceerd in 1914 door Edmund Reitter.